# (1381) Danubia
(1381) Danubia est un astéroïde de la ceinture principale, découvert le 20 août 1930 par Evgueni Skvortsov à l'observatoire de Simeïz. Ses désignations temporaires sont 1930 QJ, 1928 BE, 1932 CG1, 1936 DC et 1969 OV.